# Cooper Union
Куперський союз сприяння розвитку науки та мистецтва (Cooper Union) — приватний коледж на Купер-сквер у Нью-Йорку. Американський промисловець і філантроп Пітер Купер заснував установу в 1859 році після того, як дізнався про державну підтримку École Polytechnique у Франції. Школа була побудована на принципово новій моделі американської вищої освіти, заснованої на вірі Купера в те, що освіта, «рівна найкращим технологічним школам», повинна бути доступною для тих, хто має відповідну кваліфікацію, незалежно від їх раси, релігії, статі, багатства або соціального статусу, і має бути «відкритим і вільним для всіх». Купер вважається одним із найпрестижніших коледжів у Сполучених Штатах, причому всі три школи, що входять до нього, незмінно займають одне з найвищих місць у країні.
Cooper Union спочатку пропонував безкоштовні курси для своїх прийнятих студентів, а коли в 1902 році була заснована чотирирічна програма бакалаврату, школа надала кожному прийнятому студенту стипендію на повну вартість навчання. Після власної фінансової кризи школа вирішила відмовитися від цієї політики, починаючи з осені 2014 року, і кожен студент, який вступив, отримував принаймні половину стипендії за навчання з додатковою фінансовою підтримкою школи. Коледж планує поступово відновити стипендії на повну вартість навчання для студентів до 2028–2029 навчального року.
Коледж поділяється на три школи: Архітектурна школа Ірвіна С. Чаніна, Мистецька школа та Інженерна школа Альберта Неркена. Він пропонує бакалаврські та магістерські програми виключно в галузі архітектури, образотворчого мистецтва (тільки для бакалаврату) та інженерії. Він є членом Ради з акредитації інженерії та технологій (ABET) та Асоціації незалежних коледжів мистецтва та дизайну (AICAD).
Cooper Union був одним із небагатьох американських вищих навчальних закладів, який пропонував стипендію на повну вартість навчання – станом на 2012 рік оцінювану приблизно в 150 000 доларів США – кожному прийнятому студенту. Купер Юніон історично був одним із найкращих коледжів у Сполучених Штатах, рівень прийому якого зазвичай становив менше 10 відсотків. Як у школах мистецтва, так і в школах архітектури рівень прийняття був нижче 5 відсотків. Cooper Union відчув 20-відсоткове збільшення заявок на 2008–2009 навчальний рік, що ще більше знизило рівень прийняття. У 2009–2010 навчальному році в школі також спостерігалося 70-відсоткове збільшення заявок на раннє прийняття рішень. Через рекордно низький коефіцієнт прийому для восени 2010 року Cooper Union був названий Newsweek «Найбажанішою малою школою №1».